# آرنو دونی
آرنو دونی (انگلیسی: Arnaud Dony؛ زادهٔ ۸ مهٔ ۲۰۰۴) بازیکن فوتبال است.
از باشگاه‌هایی که در آن بازی کرده‌است می‌توان به باشگاه فوتبال یونیون سن ژیلواز اشاره کرد.
وی همچنین در تیم‌های ملی فوتبال نوجوانان و جوانان بلژیک بازی کرده‌است.